# Nobody to Blame
«Nobody to Blame» — песня американского певца Криса Стэплтона, вышедшая 9 ноября 2015 года в качестве второго сингла с его первого студийного альбома Traveller (2015). «Nobody to Blame» выиграло награду в категории Song of the Year на церемонии ACM Awards.

## История
В музыкальном плане песня «Nobody to Blame» это кантри-рок.
Песня получила положительные отзывы музыкальной критики и интернет-изданий: Taste of Country.

## Коммерческий успех
Песня достигла позиции № 13 в американском кантри-чарте Billboard's Hot Country Songs. К ноябрю 2016 года тираж сингла достиг 423,000 копий в США.

## Награды и номинации

### Academy of Country Music Awards
| Год  | Номинируемая работа | Категория        | Результат | Ref.  |
| ---- | ------------------- | ---------------- | --------- | ----- |
| 2016 | «Nobody to Blame»   | Song of the Year | Победа    | [ 8 ] |

## Позиции в чартах
| Чарт (2015-16)                      | Высшая позиция |
| ----------------------------------- | -------------- |
| Канада (Billboard Canadian Hot 100) | 83             |
| Канада Canada Country (Billboard)   | 11             |
| США (Billboard Hot 100)             | 68             |
| США (Billboard Country Airplay)     | 10             |
| США (Billboard Hot Country Songs)   | 13             |

### Годовые итоговые чарты
| Чарт (2016)                       | Позиция |
| --------------------------------- | ------- |
| США Country Airplay (Billboard)   | 55      |
| США Hot Country Songs (Billboard) | 36      |

## Сертификация
| Регион | Сертификация | Продажи |
| --- | ------------ | ------- |
| Канада (Music Canada) | Золотой      | 40 000  |
| США (RIAA) | Золотой      | 500 000 |
| * Данные о продажах приведены только на основе сертификации. · ^ Данные о тиражах приведены только на основе сертификации. · Данные о продажах + прослушиваниях приведены только на основе сертификации. |              |         |